# Piper rude
Piper rude är en pepparväxtart som beskrevs av Carl Sigismund Kunth. Piper rude ingår i släktet Piper och familjen pepparväxter. Inga underarter finns listade i Catalogue of Life.